# Mirella Lapata
 Mirella Lapata, FRSE (* 20. Jahrhundert) ist eine Informatikerin und Hochschullehrerin. Sie ist Professorin für Natural Language Processing an der School of Informatics der University of Edinburgh.

## Leben und Werk
Lapata studierte Computer Science an der Athens University, wo sie 1994 einen Bachelor of Science erhielt. Anschließend erwarb sie 1995 an der University of Edinburgh einen Master-Abschluss in Cognitive Science and Natural Language und an der Carnegie Mellon University 1997 einen Master in Language Technologies. Sie promovierte 2000 in Natural Language Processing an der University of Edinburgh mit der Dissertation: Acquisition and modeling of lexical knowledge: a corpus-based investigation of systematic polysemy.
Danach war sie Research Fellow am Institut für Computerlinguistik der Universität des Saarlandes, 2002 bei AT&T Labs Research und 2003 Lecturer am Institut für Informatik an der University of Sheffield. Sie wurde an der School of Informatics der University of Edinburgh 2005 Lecturer, 2007 Reader und 2012 Professorin. Als Gastprofessorin war sie 2013 am MIT Computer Science and Artificial Intelligence Laboratory und 2017 an der University of Washington tätig.
Lapata war von 2010 bis 2017 Mitherausgeberin des Journal of Artificial Intelligence Research (JAIR), von Computational Linguistics, von 2012 bis 2014 von der Transactions of the Association of Computational Linguistics (TACL ) und seit 2019 von der Royal Society Open Science.
Sie nahm ab 2015 an einem von der Royal Society gestarteten Projekt teil, welches mögliche Auswirkungen und Anwendungen des maschinellen Lernens im Vereinigten Königreich untersucht. Sie war von 2016 bis 2018 Präsidentin von SIGDAT, einer Interessengruppe der Association for Computational Linguistics (ACL), die sich auf bestimmte Bereiche der Verarbeitung natürlicher Sprache konzentriert.
Ihre Forschung konzentriert sich auf probabilistische Lerntechniken für das Verständnis und die Generierung natürlicher Sprache. Sie interessiert sich für das allgemeine Problem der Extraktion semantischer Informationen aus großen Textmengen. Sie hat an verschiedenen Problemen der Verarbeitung natürlicher Sprache gearbeitet, hauptsächlich mit Schwerpunkt auf statistischen Methoden und Generierungsanwendungen. Ihre aktuellen Forschungsinteressen umfassen die Verwendung von ganzzahliger linearer Programmierung für die Zusammenfassung, Themenmodelle für die Bildsuche, die automatisierte Generierung von Geschichten und probabilistische Modelle der semantischen Repräsentation.
Sie hat zahlreiche Publikationen in führenden Natural language processing (NLP)- und KI-Konferenzen und -Zeitschriften veröffentlicht und wurde zweimal mit dem Best Paper Award des Empirical Methods in Natural Language Processing (EMNLP) ausgezeichnet. Sie hat ein Advanced Research Fellowship und mehrere Projektstipendien vom Engineering and Physical Sciences Research Council (EPSRC) erhalten und war Mitglied des Programmausschusses wichtiger Konferenzen zu NLP, KI und maschinellem Lernen. Im Juli 2025 betrug ihr h-Index 94 (laut Google Scholar).

## Auszeichnungen und Ehrungen (Auswahl)
- 2005: EPSRC Advanced Fellowship
- 2009: erste Empfängerin des Karen Spärck-Jones Award der Microsoft British Computer Society[10]
- 2018: Best Paper Honourable Mention der Association for Computational Linguistics[11]
- 2018: Royal Society Wolfson Merit Award
- 2019: Fellow der Association for Computational Linguistics (ACL)
- 2019: Fellow der Royal Society of Edinburgh (FRSE)[12]
- 2020: Wahl in die Academia Europaea[13]
- 2021: Ernennung zu einer der ersten Turing AI World-Leading Researcher Fellows[14]

## Veröffentlichungen (Auswahl)
- mit Jianpeng Cheng, Siva Reddy, Vijay Saraswat:  Learning an Executable Neural Semantic Parser. Computational Linguistics 45(1), 2019, S. 59–94. DOI:10.1162/coli_a_00342.
- mit Lea Frermann, Shay B. Cohen:  Whodunnit? Crime Drama as a Case for Natural Language Understanding. Transactions of the Association for Computational Linguistics 6, 2018, S. 1–15. DOI:10.1162/tacl_a_00001.
- mit Stefanos Angelidis: Multiple Instance Learning Networks for Fine-Grained Sentiment Analysis. Transactions of the Association for Computational Linguistics 6, 2018, S. 17–31. DOI:10.1162/tacl_a_00002.
- The Disambiguation of Nominalisations. Computational Linguistics 28(3), 2002, S. 357–388. DOI:10.1162/089120102760276018.